# 异果毛蕨
异果毛蕨（学名：Cyclosorus heterocarpus）为金星蕨科毛蕨属下的一个种。